# Кидонийска епархия
 Тази статия е за малоазийската епархия.  За критската вижте Кидонийска и Апокоронска епархия.  
Кидонийската епархия (на гръцки: Ιερά Μητρόπολη Κυδωνιών) е титулярна епархия на Вселенската патриаршия. Диоцезът съществува от 1908 до 1922 година с център в град Кидониес, на турски Айвалък. От 2012 година титлата Митрополит на Кидониес, ипертим и екзарх на Еолида (Ο Κυδωνιών υπέρτιμος και έξαρχος Αιολίδος) се носи от Атинагор.

## История
Кидониес е основан около 1600 година върху руините на античния Кистини. В църковно отношение районът е подчинен на Ефеската митрополия. На 22 юли 1908 година е основана нова Кидонийска митрополия, граничеща Бяло море на север и запад и с Пергамската митрополия на изток и юг. Други градове са Пасандра (Армудова), Неандрия (Езине) и Агиасмати (Алтънова).
Повечето жители на Кидониес от мъжки пол са избити след края на Гръцко-турската война. След обмена на население между Гърция и Турция в 1922 година, на територията на епархията не остава православно население.

## Митрополити
| Име                   | Име         | Управление                        | Забележка                                      | Години      |
| --------------------- | ----------- | --------------------------------- | ---------------------------------------------- | ----------- |
| Григорий Орологас     | Γρηγόριος   | 22 юли 1908 – 30 септември 1922 † | от струмишки м., екзекутиран от турската армия | 1864 – 1922 |
| Евгений Теологу       | Ευγένιος    | 20 март 1924 – 28 юни 1928        | от филаделфийски м., в нигритски м.            | 1885 – 1956 |
| Агатангел Папатеодору | Αγαθάγγελος | 5 октомври 1943 - 23 юли 1960 †   | от елейски т.е. (26 април 1926)                | 1885 – 1960 |
| Атинагор Хрисанис     | Αθηναγόρας  | 18 ноември 2012 –                 |                                                | 1967 –      |